# ولادیمیر کوتس
ولادیمیر پتروویچ کوتس (به روسی: Владимир Петрович Куц) (زاده ۷ فوریه ۱۹۲۷ در آلکسینو، اوکراین - درگذشته ۱۶ اوت ۱۹۷۵ در مسکو) دونده دو استقامت اهل شوروی بود که با قهرمانی در هر دو ماده ۵۰۰۰ متر و ۱۰۰۰ متر در المپیک ۱۹۵۶ ملبورن یکی از ورزشکاران بزرگ تاریخ این رشته ورزشی است.

## اوج دوران ورزشی
کوتس افسر ارتش سرخ نخستین بار با کسب مدال طلای قهرمانی اروپا و شکستن رکورد دنیا در ماده ۵۰۰۰ متر با غلبه بر دو دونده بزرگ ان هنگام امیل زاتوپک و دیوید چاتاوی مورد توجه قرار گرفت.
تا قبل از آغاز المپیک ملبورن، رکورد ۵۰۰۰ متر چهار بار دست به دست شده و در اختیار گوردون پیری رقیب اصلی کوتس قرار داشت. او همچنین در ماده۱۰۰۰ متر چند روز قبل از آغاز مسابقات رکورد این ماده را بهبود بخشید.
ولادیمیر کوتس در هر دو مسابقه نهایی خود در ملبورن نیز مثل همیشه از ابتدا صدر نشینی دوندگان را در اختیار خود داشت و با تسلط نیز تا پایان پیشتازی خود را حفظ کرد.

## پس از المپیک ملبورن
کوتس در سال ۱۹۵۷ رکورد ۵۰۰۰ متر را به ۱۳٫۳۵ دقیقه رساند، رکوردی که تا سال ۱۹۶۵، هنگامی که ران کلارک آن را شکست، پا بر جا ماند. کوتس در سال ۱۹۵۹ وقتی ناتوانی خود از رقابت با دوندگان دیگر را احساس کرد، به سرعت از مسابقات رسمی دو خداحافظی کرد.
کوتس بر اثر حمله قلبی در ۴۸ سالگی درگذشت.